# 永田滉太朗
永田 滉太朗（ながた こうたろう、2005年6月17日 - ）は、神奈川県出身のサッカー選手。プリメイラ・リーガ・FCポルト所属。ポジションはミッドフィールダー。

## 経歴
川崎フロンターレU-12から横浜FCジュニアユースに進んだ。同ユース在籍中の2022年5月、清川遥らと共に2種登録選手としてトップチームに登録された。6月8日、天皇杯2回戦のソニー仙台FC戦で途中出場し、同じくユース所属の高塩隼生、清川遥と共にトップチームデビューを果たした。
2023年8月、横浜FCとプロ契約をし、同時にUDオリヴェイレンセへ期限付き移籍した。
2025年7月11日、FCポルトへの完全移籍が発表された。

## 所属クラブ
- 横浜港北SC（横浜市立都田西小学校）
- 2015年 - 2017年 川崎フロンターレU-12（横浜市立都田西小学校）
- 2018年 - 2020年 横浜FCジュニアユース
- 2021年 - 2023年 横浜FCユース
  - 2022年5月 - 同年11月 横浜FC (2種登録選手)
- 2023年8月 - 2025年7月  横浜FC
  - 2023年8月 - 2025年6月  UDオリヴェイレンセ (期限付き移籍)
- 2025年7月 -  FCポルト

## 個人成績
| 国内大会個人成績 | 国内大会個人成績 | 国内大会個人成績 | 国内大会個人成績 | 国内大会個人成績 | 国内大会個人成績 | 国内大会個人成績 | 国内大会個人成績 | 国内大会個人成績 | 国内大会個人成績 | 国内大会個人成績 | 国内大会個人成績 |
| 年度             | クラブ           | 背番号           | リーグ           | リーグ戦         | リーグ戦         | リーグ杯         | リーグ杯         | オープン杯       | オープン杯       | 期間通算         | 期間通算         |
| 年度             | クラブ           | 背番号           | リーグ           | 出場             | 得点             | 出場             | 得点             | 出場             | 得点             | 出場             | 得点             |
| 日本             | 日本             | 日本             | 日本             | リーグ戦         | リーグ戦         | リーグ杯         | リーグ杯         | 天皇杯           | 天皇杯           | 期間通算         | 期間通算         |
| ---------------- | ---------------- | ---------------- | ---------------- | ---------------- | ---------------- | ---------------- | ---------------- | ---------------- | ---------------- | ---------------- | ---------------- |
| 2022             | 横浜FC           | 50               | J2               | 0                | 0                | -                | -                | 1                | 0                | 1                | 0                |
| ポルトガル       | ポルトガル       | ポルトガル       | ポルトガル       | リーグ戦         | リーグ戦         | リーグ杯         | リーグ杯         | ポルトガル杯     | ポルトガル杯     | 期間通算         | 期間通算         |
| 2023-24          | オリヴェイレンセ | 50               | セグンダ         | 4                | 0                | -                | -                | 0                | 0                | 4                | 0                |
| 2024-25          | オリヴェイレンセ | 17               | セグンダ         | 29               | 3                | -                | -                | 1                | 0                | 30               | 3                |
| 通算             | 日本             | 日本             | J2               | 0                | 0                | -                | -                | 1                | 0                | 1                | 0                |
| 通算             | ポルトガル       | ポルトガル       | セグンダ         | 33               | 3                | -                | -                | 1                | 0                | 34               | 3                |
| 総通算           | 総通算           | 総通算           | 総通算           | 33               | 3                | -                | -                | 2                | 0                | 35               | 0                |